# Тілопо довгохвостий
Тілопо довгохвостий (Ptilinopus magnificus) — вид голубоподібних птахів родини голубових (Columbidae). Мешкає в Австралії, на Новій Гвінеї та на сусідніх островах.

## Опис

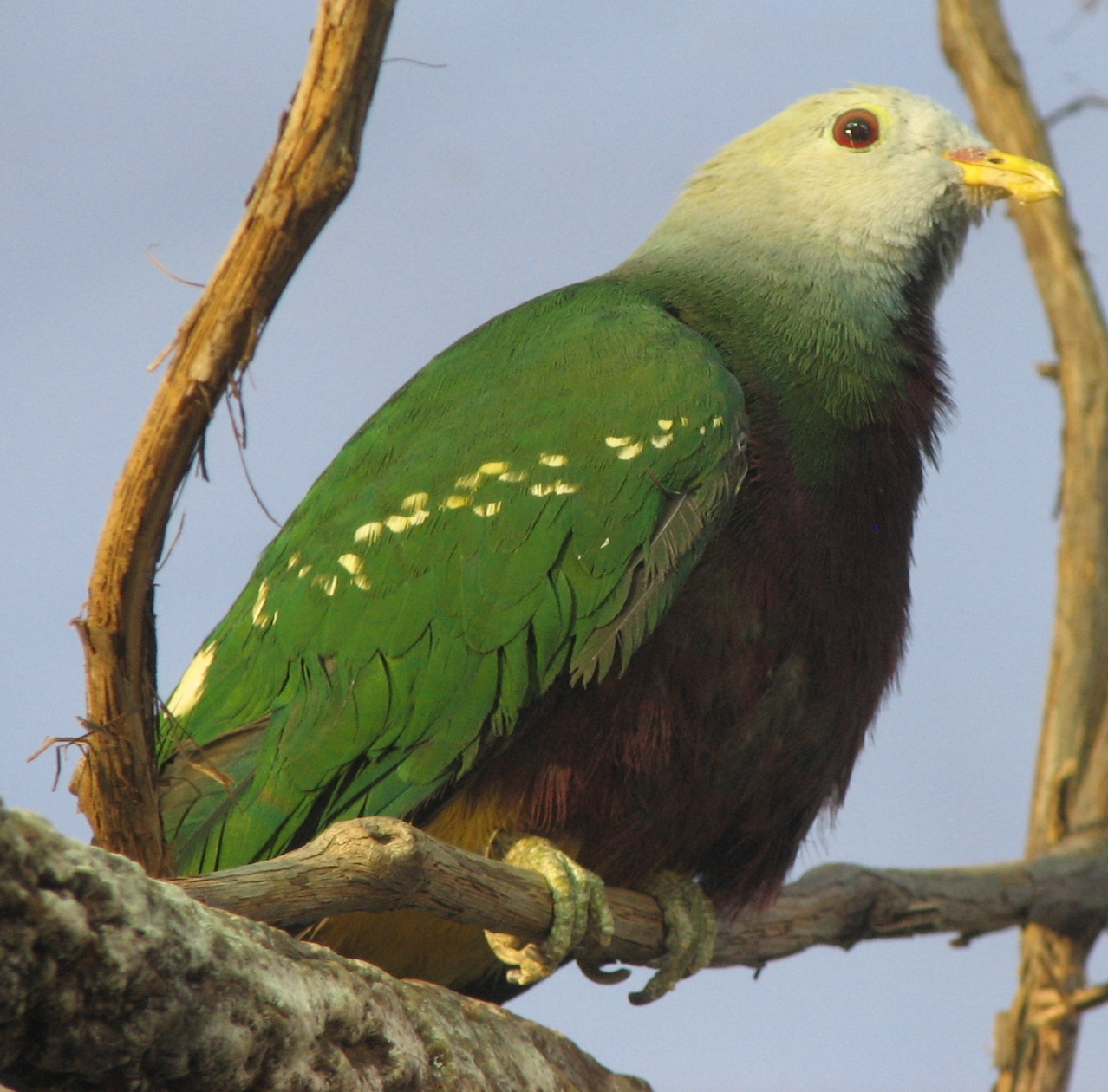
Довгохвостий тілопо

Представники номінативного підвиду досягають довжини 30 см і ваги 175—200 г. Представники південних підвидів можуть досягати довжини 35—40 см, що підтверджує правило Бергмана. Виду не притаманний статевий диморфізм.
Голова сірувата або зеленувато-сіра. Нижня частина тіла пурпурова, нижня частина живота темно-жовта, нижні покривні пера хвоста жовтуваті. Верхня частина тіла золотисто-жовта. Характерною рисою довгохвостого тілопо є жовті плямки на крилах, що формують широку смугу. Дзьоб жовтий, біля основи червоний. Райдужки оранжево-червоні, лапи жовтувато-зелені. Молоді птахи мають дещо тьмяніше забарвлення.

## Підвиди
Виділяють п'ять підвидів:
- P. m. puella (Lesson, R & Garnot, 1827) — острови Західного Папуа і захід Нової Гвінеї;
- P. m. poliurus (Salvadori, 1878) — північ Нової Гвінеї, острови на північ і на південний схід від Нової Гвінеї;
- P. m. assimilis (Gould, 1850) — півострів Кейп-Йорк;
- P. m. keri (Mathews, 1912) — північний схід штату Квінсленд;
- P. m. magnificus (Temminck, 1821) — південний схід Квінсленду і північний схід Нового Південного Уельсу.

## Поширення і екологія

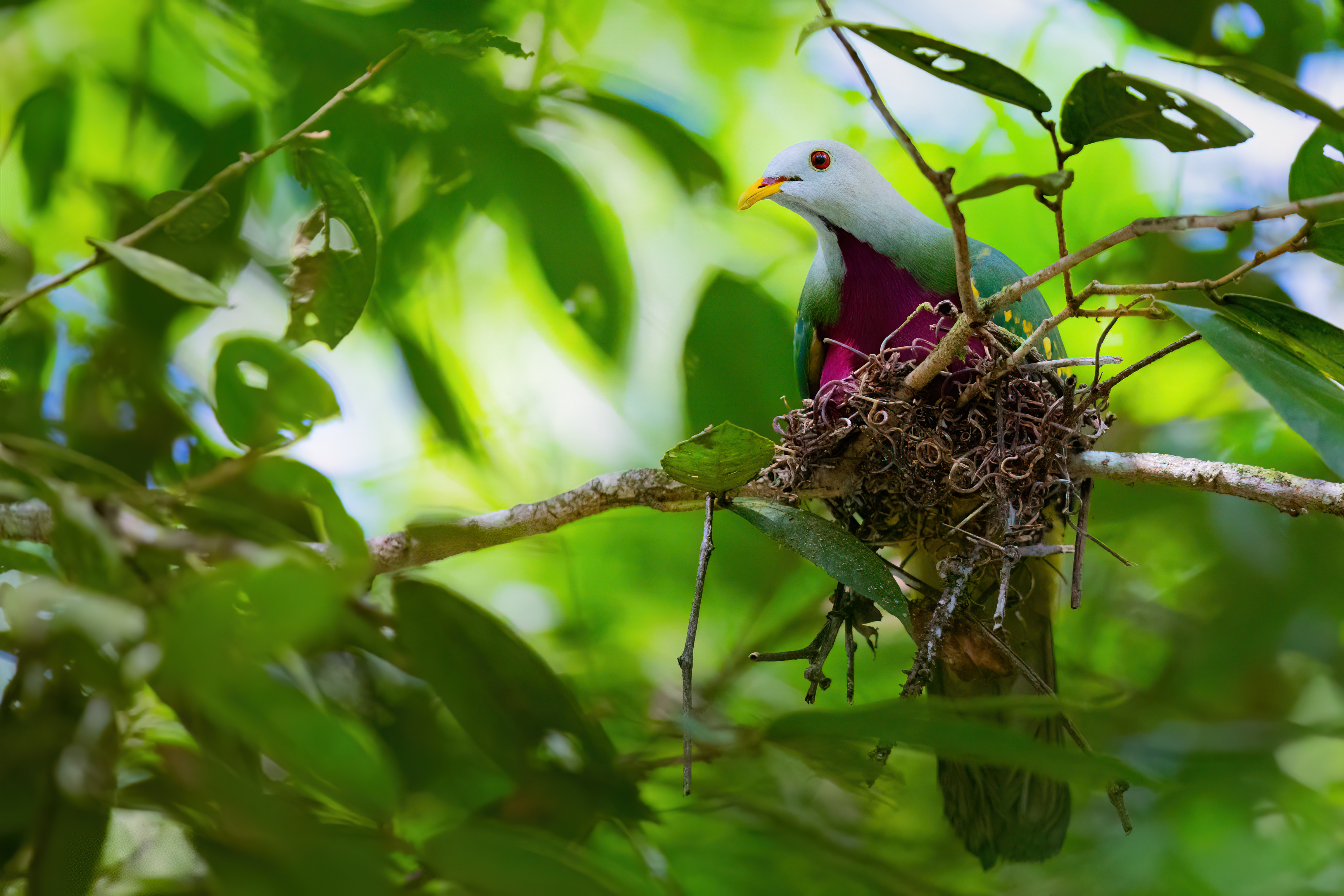
P. magnificus, Національний парк Варірата, Центральна провінція, Папуа Нова Гвінея

Довгохвості тілопо мешкають на Новій Гвінеї, на сусідніх островах та на вузькій смузі східного узбережжя Австралії. Вони живуть у вологих рівнинних тропічних лісах та евкаліптових лісах. Зустрічаються на висоті до 1400 м над рівнем мморя.

## Поведінка
Довгохвості тілопо ведуть прихований спосіб життя. Попри їхнє яскраве забарвлення, їх рідко можна помітити, оскільки довгохвості тілопо живуть на верхівках дерев і дуже рідко спускаються на землю. Вони живляться різноманітними плодами і ягодами, асортимент яких змінюється впродовж року. Гніздяться на деревах, на висоті від 4 до 7 м над землею. В кладці одне яйце.